# Alexandre Geefs

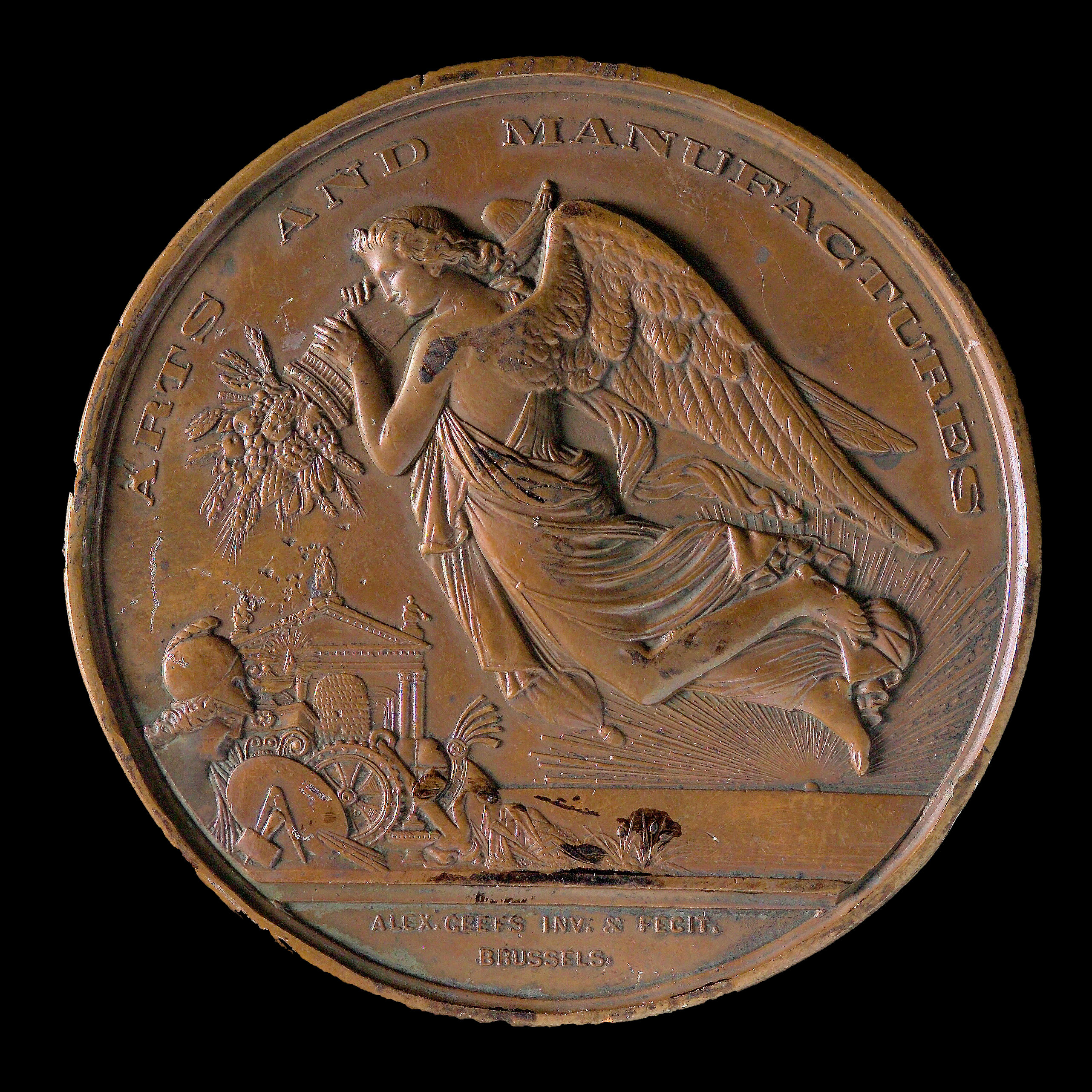
Arts and Manufactures, "Alec. Geefs inv. & fecit" (1865)

Alexander Georgius (Alexandre) Geefs (Antwerpen, 1 januari 1829 – Schaarbeek, 27 augustus 1866) was een Belgisch beeldhouwer en medailleur.

## Leven en werk
Alexandre Geefs, lid van de kunstenaarsfamilie Geefs, was een zoon van bakker Joannes Geefs  (1779-1848) en Dymphna Vermeulen (1788-1843). Samen met zijn tweelingbroer Charles kreeg hij les van hun oudere broer Willem, die een beeldhouwersatelier in Schaarbeek had. Vanaf 1845 studeerden Alexandre en Charles aan de Koninklijke Academie voor Schone Kunsten van Brussel als leerling van onder anderen Joseph-Pierre Braemt, de eerste graveur van de Koninklijke Munt van België. De broers Geefs (Willem, Jozef, Aloys, Jean, Théodore, Charles en Alexandre) kozen allemaal voor de beeldhouwkunst, Alexandre richtte zich daarnaast op het ontwerpen en graveren van penningen.
Geefs trouwde in 1858 met hoedenmaakster Marie Josephe Aimée Barbieaux. Uit hun huwelijk werden onderwijzeres Clara (1861) en de kunstschilder Adrien Geefs (1866) geboren. Geefs werd in 1859 leraar aan de Academie van Aalst.
Alexandre Geefs overleed op 37-jarige leeftijd aan de cholera. Zijn weduwe trouwde met diens broer Charles, die ook hun kinderen adopteerde.

## Enkele werken
Beelden
- 1859-1860: beelden van Albert van Leuven, Hendrik II van Brabant, Maria van Zwaben en Sofia van Thüringen voor tussen de vensters op de tweede verdieping van de toren van het stadhuis van Brussel.[6]
- 1861-1862: beelden van Karel de Eenvoudige, Frederune en Hedwig van Wessex, Renier I en Reinier II van Henegouwen op de eerste verdieping van het stadhuis van Brussel.[6]

Penningen
- 1856: inhuldiging van het monument voor drukker Dirk Martens in Aalst, dat werd gemaakt door broer Jean Geefs.
- 1857: overlijden van oud-minister Félix de Mérode: vz portret van De Mérode, achterzijde opschrift onder het wapen De Mérode
- 1860: afschaffing van de octrooien: vz het portret van Walthère Frère-Orban, kz Polyhymnia, als symbool van de nationale erkenning
- 1859: 25-jarig jubileum van de wet op de spoorwegen: vz portret van Leopold I van België, kz de gevleugelde Roem zittend op een stoomtrein met gevleugelde wielen
- 1860: inhuldiging van het Kattendijkdok in Antwerpen: vz portret van Leopold I, kz perkament met plattegrond en het opschrift 'Grand bassin'.
- 1863: bevrijding van de Schelde: vz het portret van Leopold I, kz het genie van de vooruitgang.
- 1865: inhuldiging van Leopold II van België.
- 1865: Arts and Manufactures, penning van verdienste voor de internationale tentoonstelling in Dublin: vz vliegende genius die de hoorn des overvloeds uitstort. Op de keerzijde werd de naam van de ontvanger gegraveerd.

## Galerij

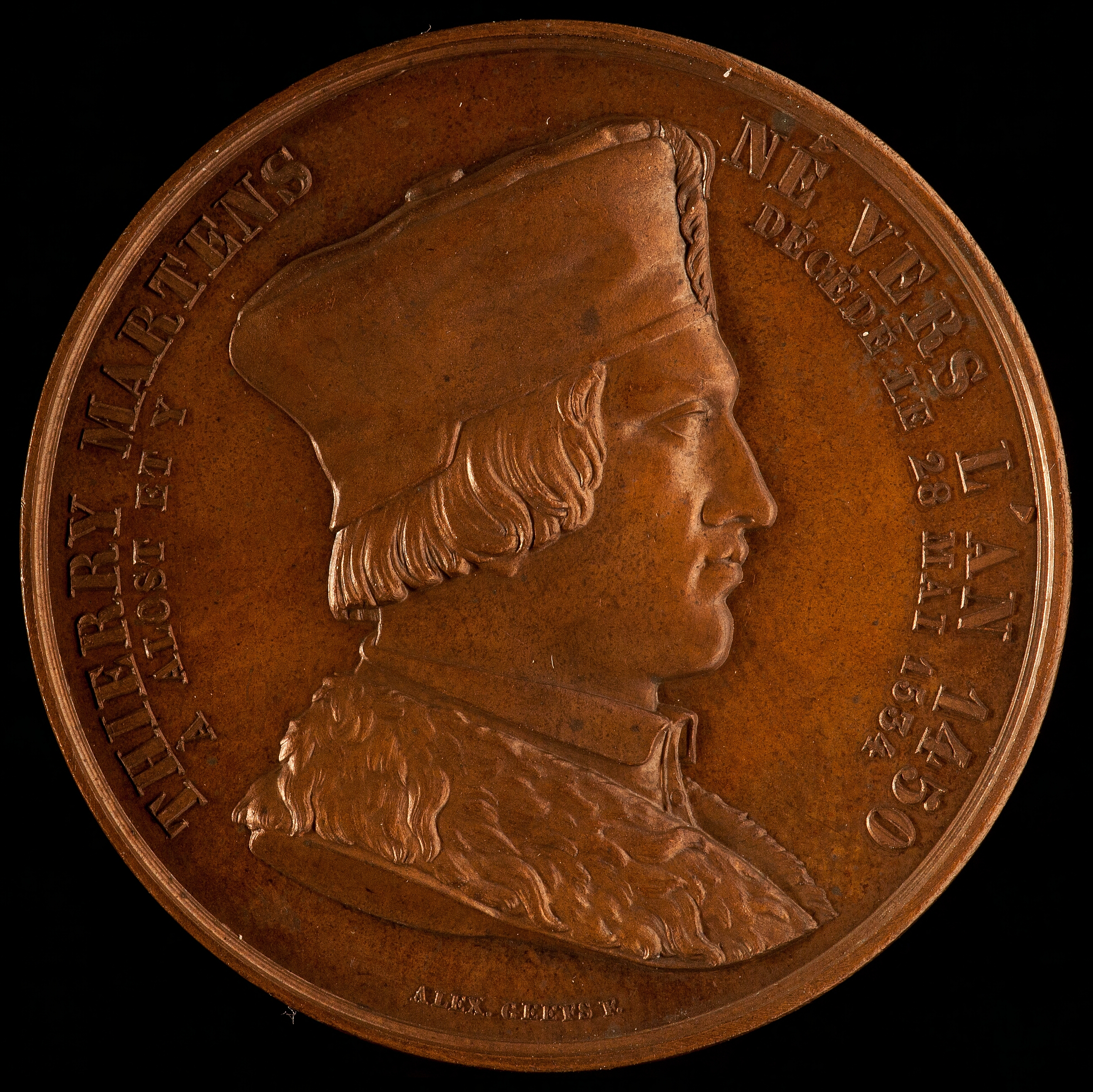
inhuldiging standbeeld van Dirk Martens (1856)
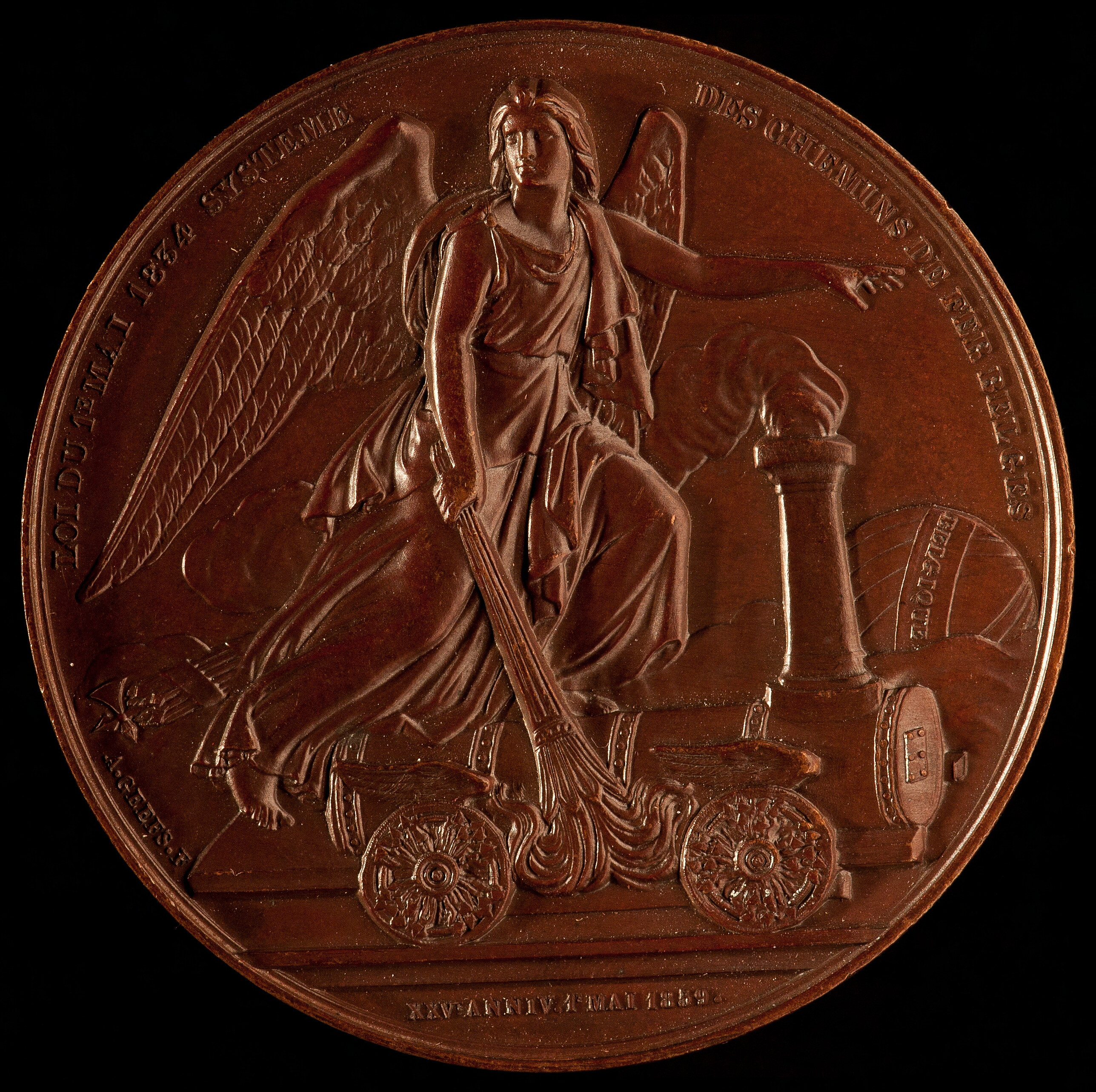
25-jarig jubileum van de wet op de spoorwegen (1859)
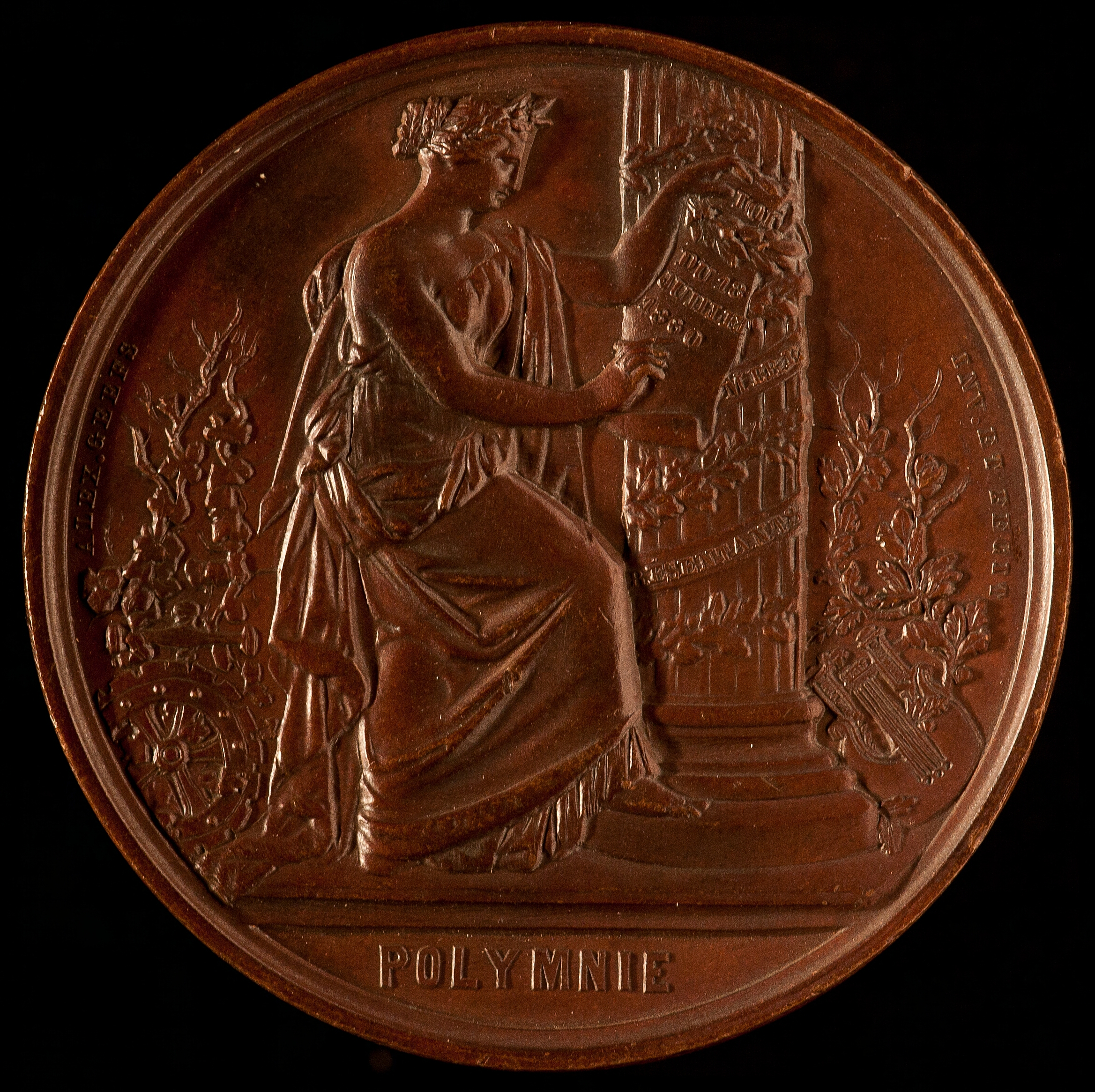
afschaffing van de octrooien (1860)

- RKD-Nederlands Instituut voor Kunstgeschiedenis: 331276
- Union List of Artist Names: 500197505
- Virtual International Authority File: 96697396